# Acanthobothrium floridensis
Acanthobothrium floridensis är en plattmaskart. Acanthobothrium floridensis ingår i släktet Acanthobothrium och familjen Oncobothriidae. Inga underarter finns listade i Catalogue of Life.